# A Little Piece of Heaven
«A Little Piece of Heaven»  —en español: «Un pedacito de cielo»— es una canción de Avenged Sevenfold. Esta canción es la novena canción de su álbum homónimo. La canción fue escrita por el baterista de la banda The Rev y contiene un acompañamiento de orquesta sinfónica combinado con el sonido Heavy Metal característico de la banda. La canción es llamativa por el contenido explícito tanto de su letra como de su video musical. La voz femenina de esta canción esta interpretada por Juliette Commagere

## Video musical
El video musical está en formato de animación. El video relata los hechos que describe de la canción, con un toque violento y gore, al igual que la letra.

## Personal

### Avenged Sevenfold
- M. Shadows - Vocalista líder
- Zacky Vengeance - Guitarra rítmica, coros
- The Rev - Batería, backing vocals, co-vocalista
- Synyster Gates - Guitarra líder, coros
- Johnny Christ - Bajo